# Prizklasse

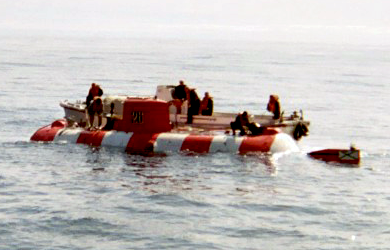
Priz AS-28 aan de oppervlakte van de Beringzee

De Prizklasse (Russisch: Приз, 'Prijs') (проект 1855, projekt 1855) is een klasse van reddingsonderzeeboten, in gebruik bij de Russische marine. Hun taak is bemanningen van gestrande onderzeeërs, ook vanaf grotere diepte, veilig aan de oppervlakte te brengen. Deze klasse werd in de tachtiger jaren van de vorige eeuw ontworpen. Op dit moment zijn vier exemplaren operationeel.
Deze klasse heeft een bescheiden waterverplaatsing van slechts 55 ton bovenwater en 110 ton in ondergedoken toestand.
Het vaartuig is 13½ meter lang, heeft een maximum breedte van 3,8 meter en een hoogte van 5,7 meter. De kruissnelheid is 2,3 knopen (4,3 km/u) en de maximumsnelheid bedraagt 3,7 knopen (6,9 km/u). De stijgsnelheid is ½ meter per seconde, de maximale duikdiepte 1000 meter.
Verder is het vaartuig uitgerust met grijparmen, die een gewicht tot 50 kg kunnen tillen. Het maximale bereik is 21 zeemijl (39 km). Deze onderzeeërs kunnen worden ingezet bij weersomstandigheden tot windkracht 6.
Met een vierkoppige bemanning is het mogelijk om per keer maximaal 20 mensen te redden. De maximale duikduur is afhankelijk van het aantal passagiers: met slechts de bemanning aan boord is men in staat om 120 uur onder water te verblijven; daarentegen is met 20 extra schipbreukelingen aan boord de maximale duikduur slechts 10 uur. Verondersteld wordt verder dat dit vaartuig zowel bemand als onbemand kan opereren en met alle apparatuur ingeschakeld de accu's ± 3 uur meegaan.
Aangezien dit vaartuig de hoge waterdruk op grote diepte moet kunnen weerstaan is de romp vervaardigd van titanium. Men koppelt aan op het reddingsluik van de gestrande onderzeeër, waarna de zeelieden overstappen. Indien het wrak echter in een verkeerde positie ligt en men niet goed aan dit luik kan koppelen, is redding niet mogelijk. Daar kwam de Russische marine in 2000 op wel zeer pijnlijke wijze achter tijdens hun pogingen om de bemanning van de Koersk te redden. Het wrak lag te scheef, waardoor een tijdige redding onmogelijk bleek en de overlevenden alsnog omkwamen.   